# Eupetinus aper
Eupetinus aper är en skalbaggsart som först beskrevs av Sharp 1878.  Eupetinus aper ingår i släktet Eupetinus och familjen glansbaggar. Inga underarter finns listade i Catalogue of Life.